# Улькер, Сабри
Сабри Улькер (крымскотат. Sabri Ülker; 1920, Алушта — 12 июня 2012, Стамбул) — турецкий кондитер, основатель компании по производству сладостей и напитков «Ülker».

## Биография
Родился в поселке Корбек близ Алушты (Крым) в крымскотатарской семье. В 1929 году с семьёй переехал в Турцию.
В 1944 году Сабри Улькер вместе с братом Асимом приобрели небольшую пекарню площадью 100 м2, где начали производство печенья. В 1974 году печенье компании «Ülker» вышло на мировой рынок. 
Почётный президент холдинга «Yıldız».
Меценат.
С 2000 года делами холдинга руководит его сын, Мурат Улькер.  
Будучи одним из самых богатых людей Турции, последние годы жизни Сабри Улькер занимался исключительно благотворительностью и социальными проектами. Вкладывал средства в открытие библиотек, покупку компьютеров для школ, помогал студентам.  
Умер 12 июня 2012 года. Похоронен в Стамбуле. На его похоронах присутствовали премьер-министр Турции Реджеп Тайип Эрдоган, губернатор Стамбула Хюсейин Авни Мутлу, мэр Стамбула Кадир Топбаш, несколько министров турецкого правительства, а также ряд иных известных турецких политиков. 
Ещё при жизни Сабри Улькера называли «шоколадным королём». Все права на компанию Сабри Улькера унаследовал Мурат Улькер.